# Mustela altaica raddei
Mustela altaica raddei es una subespecie de  mamíferos carnívoros  de la familia Mustelidae subfamilia Mustelinae.

## Distribución geográfica
Se encuentra en Mongolia y Siberia.